# Guillaume-Marie-Romain Sourrieu
Guillaume-Marie-Romain Sourrieu, francoski rimskokatoliški duhovnik, škof in kardinal, * 27. februar 1825, Aspet, † 16. junij 1899.

## Življenjepis
17. oktobra 1847 je prejel duhovniško posvečenje.
20. septembra 1882 je bil imenovan za škofa Châlonsa, 25. septembra je bil potrjen in 30. novembra 1882 je prejel škofovsko posvečenje.
15. maja 1894 je bil imenovan za nadškofa Rouena in 21. maja istega leta je bil potrjen.
19. aprila 1897 je bil povzdignjen v kardinala in imenovan za kardinal-duhovnika S. Clemente.